# Ipomoea pileata
Ipomoea pileata là một loài thực vật có hoa trong họ Bìm bìm. Loài này được Roxb. mô tả khoa học đầu tiên năm 1824.